# Pseudophilautus hypomelas
Pseudophilautus hypomelas là một loài ếch đã tuyệt chủng trong họ Rhacophoridae. Chúng là loài đặc hữu của Sri Lanka.

## Hình ảnh

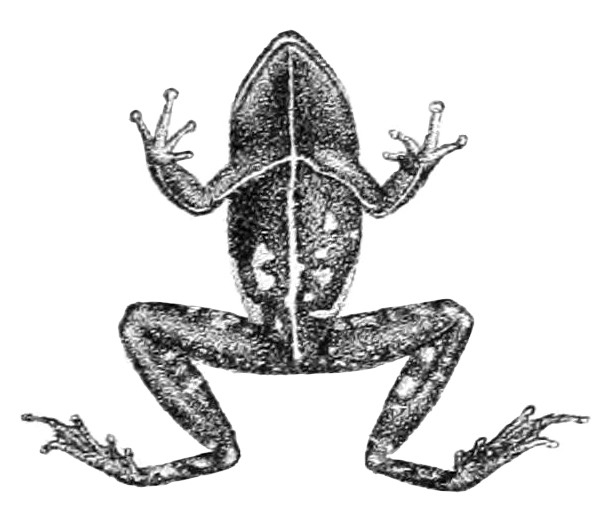